# Café de Paris
Café de Paris is een Franse film van Yves Mirande en Georges Lacombe die werd uitgebracht in 1938. 

## Verhaal
Parijs, oudejaarsavond. In de chique club 'Café de Paris' is het eindejaarsfeest volop aan de gang. Zoals gebruikelijk gaan de lichten om middernacht uit. Wanneer ze even later opnieuw worden aangestoken blijkt Lambert, de directeur van het sensatieblad La Parlotte, te zijn vermoord met een steekwapen. 
De hoofdinspecteur van politie die ook aanwezig is op het feest laat onmiddellijk alle uitgangen vergrendelen en gaat over tot het onderzoek. Tijdens de verhoren stelt de politie spoedig vast dat nogal wat aanwezigen een motief hadden om Lambert te liquideren. Het wordt ook duidelijk dat Lambert een notoir afperser was. 

## Rolverdeling
| Acteur            | Personage                                                                                                 |
| ----------------- | --- |
| Véra Korène       | Geneviève Lambert, de vrouw die met haar minnaar dineert in het Café de Paris wanneer haar man binnenkomt |
| Jules Berry       | Louis Fleury, rentenier en minnaar van Geneviève                                                          |
| Simone Berriau    | Odette, een fuifnummer                                                                                    |
| Jacques Baumer    | de politiecommissaris                                                                                     |
| Pierre Brasseur   | Le Rec, de man aan wie Lambert de hand van zijn dochter heeft geweigerd                                   |
| Julien Carette    | de journalist                                                                                             |
| Florence Marly    | Estelle Hubert, de minnares van Lambert                                                                   |
| Raymone           | de toiletdame                                                                                             |
| Jacques Grétillat | Lambert, de directeur van La Parlotte, een sensatieblad                                                   |
| André Roanne      | Mouvance, een oplichter                                                                                   |